# Donaukalk
Donaukalk ist die regional verwendete Bezeichnung für ein Produkt, das bei der erforderlichen Aufbereitung des aus der Donau entnommenen Kühlwassers für die Kühltürme des Kernkraftwerks Gundremmingen entstand und in der Landwirtschaft als Düngemittel verwendet wird.

## Entstehung
Das Wasser, das in den Kühltürmen des Kernkraftwerks Gundremmingen zirkuliert und dabei verdunstet, wird aus der nahe gelegenen Donau entnommen. Bevor es verwendet werden kann, ist zur Vorbeugung vor Schädigungen der Rohrleitungssysteme eine Aufbereitung des Wassers erforderlich. Die Entcarbonisierung erfolgt durch den Zusatz von Kalkmilch. Bei diesem Prozess der Wasserenthärtung wurden bis Ende 2021 jährlich ca. 50.000 Tonnen Rückstandskalk aus dem Donauwasser ausgefällt, der in der Region um Gundremmingen Donaukalk genannt wird.
Nach dem Ende des Leistungsbetriebs (Block B ist seit Ende 2017 abgeschaltet, Block C seit Ende 2021) werden die Komponenten der Kühlwasserversorgung sukzessive außer Betrieb gesetzt und rückgebaut, sodass in der Folge die Menge des anfallenden Donaukalks zurückgeht. Die Außerbetriebnahme der Kühlturm-Zusatzwasseraufbereitung ist frühestens für 2024 geplant.

## Verwendung

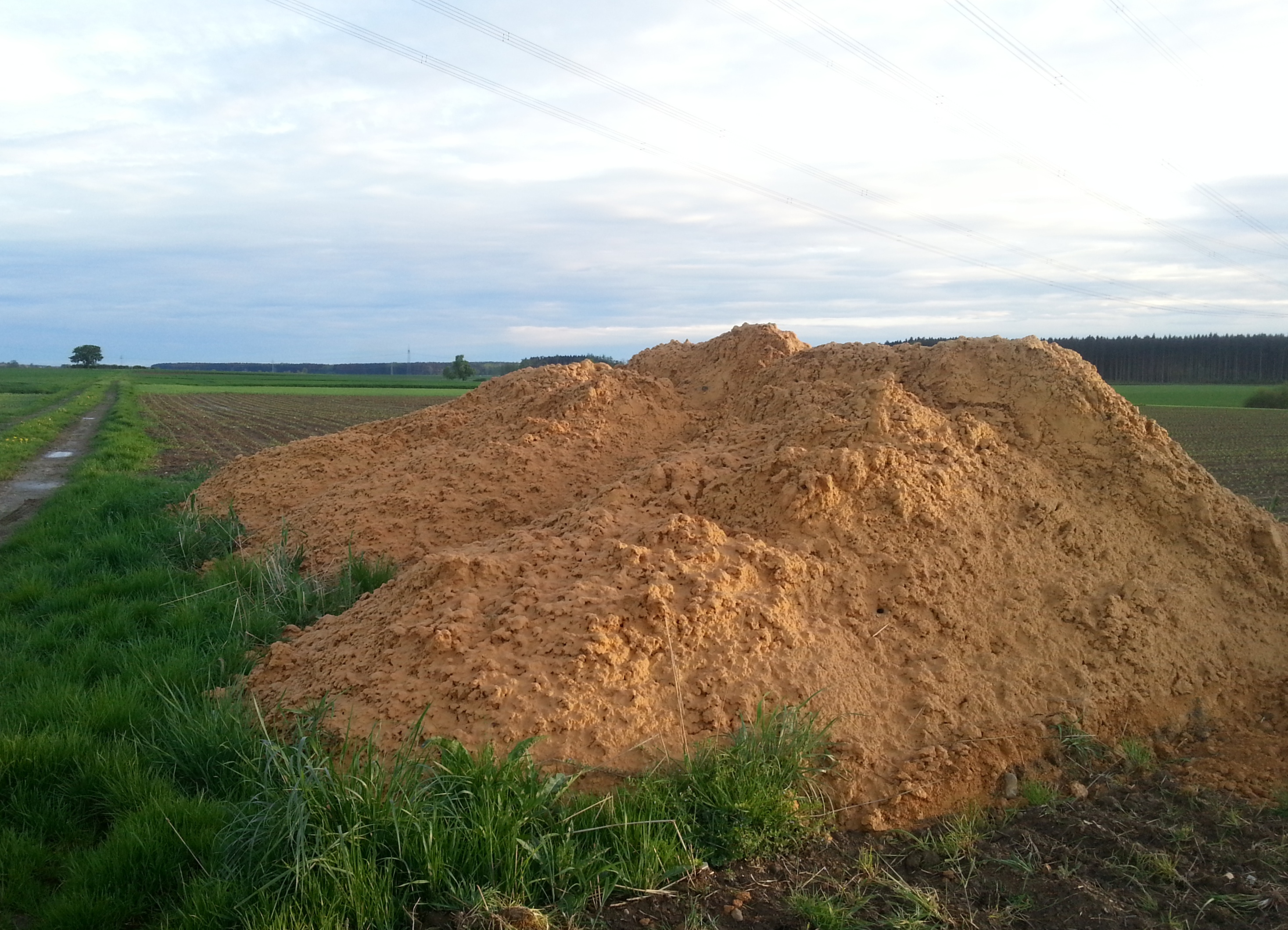
Donaukalk auf einer Ackerfläche im Landkreis Günzburg

Seit mehreren Jahrzehnten wird der Donaukalk kostenlos an landwirtschaftliche Maschinen- und Betriebshilfsringe im Umkreis des Kernkraftwerks abgegeben. Diese verteilen den Kalk gegen einen geringen Transportkostenbeitrag an ihre Mitglieder, insbesondere an Landwirte in den Landkreisen Günzburg, Neu-Ulm und Dillingen, die das Produkt als hochwertiges Düngemittel zur Verbesserung ihrer landwirtschaftlich genutzten Flächen verwenden (siehe: Kalkung). Der Kalkdünger wird lastwagenweise angeliefert und am Rand der Ackerflächen abgekippt. Besonders im Frühjahr prägen die farblich auffälligen Haufen das Landschaftsbild.
Aufgrund seiner Zusammensetzung ist Donaukalk grundsätzlich auch zur Wiederverfüllung von Baggerseen oder zur Entsorgung auf einer Deponie geeignet.

## Aussehen und Konsistenz

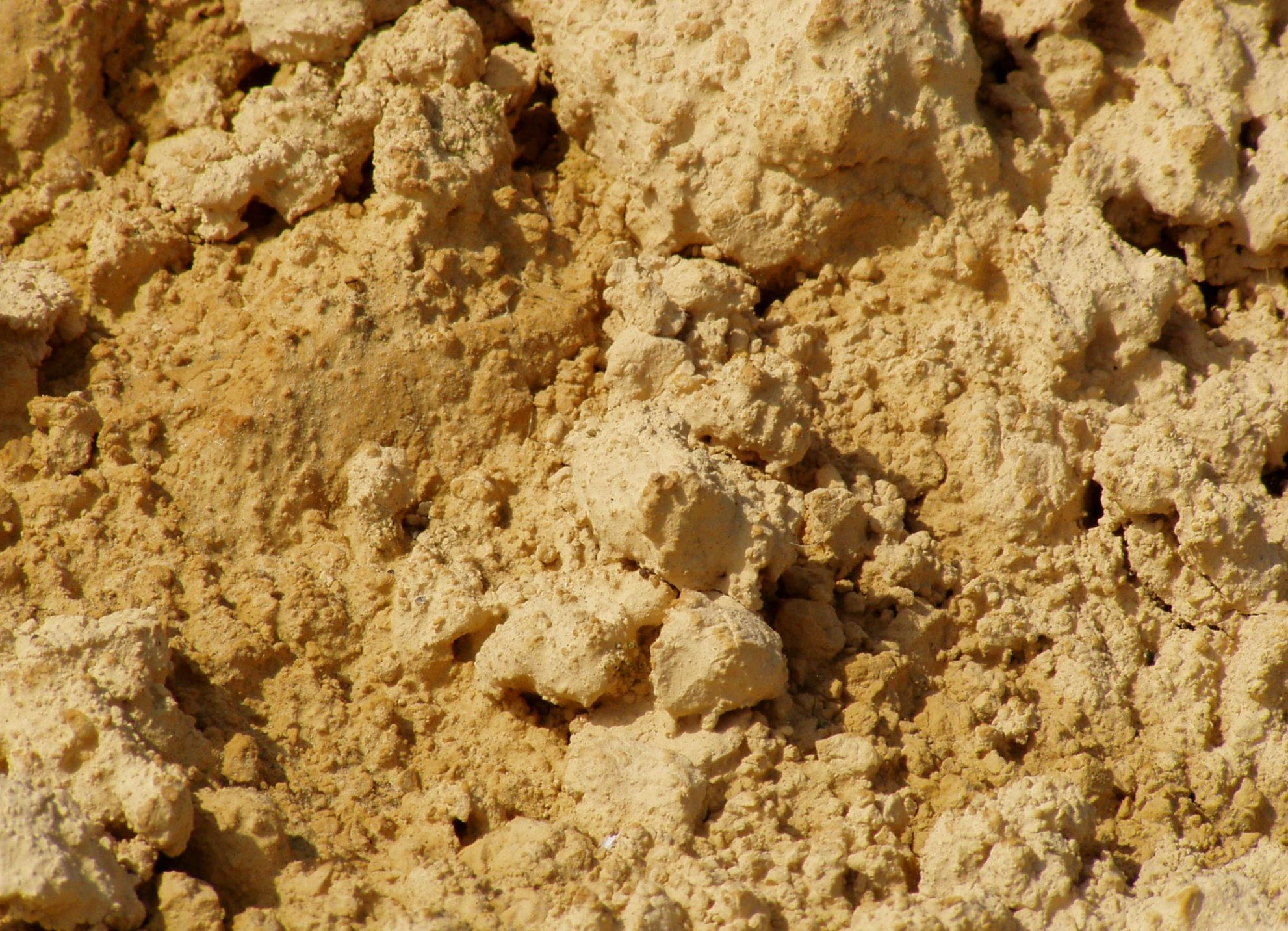
Donaukalk Nahaufnahme

Der Donaukalk hat eine helle ockergelbe Färbung und eine feinkörnige, bindige Konsistenz.

## Chemische Zusammensetzung
Das werkseigene Labor analysiert regelmäßig den Donaukalk. Laut Betreibergesellschaft Kernkraftwerk Gundremmingen GmbH (KGG) setzt sich der Kalk wie folgt zusammen:
- 60–65 Prozent Calciumcarbonat
- 30–35 Prozent Restfeuchte
- 5–10 Prozent Feinsand und Schwebstoffe aus der Donau
- 1 Prozent Magnesium

Stickstoff, Phosphor und Kalium machen zusammen einen Anteil von weniger als 0,3 Prozent aus.

## Gefährlichkeit und Grenzwerte
Der Donaukalk ist gesundheitlich unbedenklich und nicht radioaktiv kontaminiert. Das Produkt hält die Anforderungen der Düngemittelverordnung ein.